# ミュールハイム・アン・デア・ルール
ミュールハイム・アン・デア・ルール（Mülheim an der Ruhr, ドイツ語発音: [myːlh‿aim]）は、ノルトライン＝ヴェストファーレン州の中西部に位置する都市である。人口は約17万人。東にはエッセン、西にはデュースブルクという大都市に挟まれ、また北にはオーバーハウゼンがある。

## 歴史
ルール川のそばにある都市で、883年にブロイヒ城が建設され、1093年には「Mulinhem」という地名の記録が見られる。都市権を与えられたのは、1808年である。
19世紀に入り、石炭の採掘が始まると同時に、石炭や鉄に関連する工場も設立され、ルール工業地帯の一部として発展した。
1944年11月1日夜半から2日にかけて、連合軍の大規模空爆を受けた。第二次世界大戦直後の人口は約88,000人であったが、1945年には125,441人を数えた。
戦後も、ルール工業地帯の一部として繁栄した。しかし、1966年には最後まで残っていたローゼンブルーメンデレ炭坑も閉鎖され、ルール地方の主要都市としては、最も早く炭鉱都市から脱却している。その後も鉄鋼などの工場は操業を継続したが、現在は、産業構造の変化により、新たな方向が模索されている。また、ルール地方の都市としては緑が多く、住宅都市としての整備も進められている。

## 姉妹都市
- ダーリントン（イギリス）1953年
- トゥール（フランス）1962年
- オポーレ（ポーランド）1989年
- クファル・サバ（イスラエル）1993年
- ベイコズ（ドイツ語版）（トルコ）2007年
- コウヴォラ（フィンランド）2009年
- カルキーリヤ（ドイツ語版）（パレスティナ、友好都市）

## 引用
1. ↑  Bevölkerung der Gemeinden Nordrhein-Westfalens am 31. Dezember 2023 – Fortschreibung des Bevölkerungsstandes auf Basis des Zensus vom 9. Mai 2011
2. ↑   Das Aussprachewörterbuch (6 ed.). Duden. p. 567. ISBN 978-3-411-04066-7